# 프로게스테론 (약품)
프로게스테론(progesterone, P4)은 Prometrium 등의 브랜드 이름으로 판매되는 약품이며 천연적으로 발생하는 스테로이드 호르몬이다.

## 같이 보기
- 에스트로겐(estrogen)